# Skabelsesteologi
Skabelsesteologi er den teologiske bestræbelse på at opnå indsigt i Guds væsen eller teologiske emner gennem erkendelse af skabelsen, dvs. naturen. Skabelsesteologi er en form for naturlig teologi. Skabelsesteologi står i modsætning til åbenbaringsteologi, som betoner nødvendigheden af guddommelig åbenbaring for at opnå teologisk indsigt.
Et væsentligt kristent udgangspunkt for skabelsesteologi er den apostoliske trosbekendelsens første artikel om Gud Fader som "himmelens og jordens skaber". Skabelsesteologi forbindes ofte med højmiddelalderens skolastik, herunder særligt Thomas Aquinas, det 18. og 19. århundredes protestantisk teologi, hhv. deisme og liberalteologi, samt i en dansk sammenhæng særligt teologerne K.E. Løgstrup og Ole Jensen. Både Løgstrup og Jensen har fremhævet skabelsestanken som basis for en økologisk orienteret teologi.

## Baggrund
Man har i 1900-tallet benyttet betegnelsen skabelsesteologi som et modbegreb til den åbenbaringsteologi, der vandt frem i 1920'erne efter især Karl Barths kritik af den hidtil herskende liberalteologi., Johannes Sløk nævner N.H. Søe som en dansk repræsentant for åbenbaringsteologi inspireret af Karl Barth. I Danmark udgik kritikken af liberaltelogien efter 1926 især fra Tidehvervsbevægelsen som en del af tidens unge teologer fik berøring med, og hvorfra debattens dagsorden i høj grad blev sat.

## To Aarhusteologer om emnet
En veldokumenteret udveksling af synspunkter vedrørende disse to teologiske retninger udspandt sig over flere årtier mellem to af Aarhusteologerne, K.E. Løgstrup og Johannes Sløk, som begge havde haft berøring med Tidehvervsbevægelsen, men forladt den igen. Fra omkring 1950 havde de arbejdet sammen om øvelser over Søren Kierkegaard, men på et tidspunkt blev det klart at de bevægede sig i forskellige retninger. Løgstrup afsluttede sit virke med hvad der efter hans død i 1981 blev til serien Metafysik I-IV, og Sløks Teologiens elendighed fra 1979 kan ses som kritik af skabelsesteologien.

## Norden
I nordisk sammenhæng kan betegnelsen også bruges om teologien hos teologer som Regin Prenter, Gustaf Wingren og navnlig K.E. Løgstrup.